# Bennys Run (Shamokin Creek)
Bennys Run (auch bekannt als Buddys Run oder Benny’s Run) ist ein Zufluss des Shamokin Creek im Northumberland County, Pennsylvania, in den Vereinigten Staaten. Er ist ungefähr 6,1 km lang und fließt durch die Shamokin Township. Das Einzugsgebiet des Wasserlaufes umfasst eine Fläche von 15,9 km2. Der Wasserlauf ist nicht als beeinträchtigt ausgewiesen und verfügt über eine verhältnismäßig hohe Wasserqualität. Sein Einzugsgebiet ist sowohl als Kaltwasserfischgrund als auch als Migrationsfischgrund ausgewiesen. Der Wasserlauf wird von einigen Brücken überquert.

## Lauf

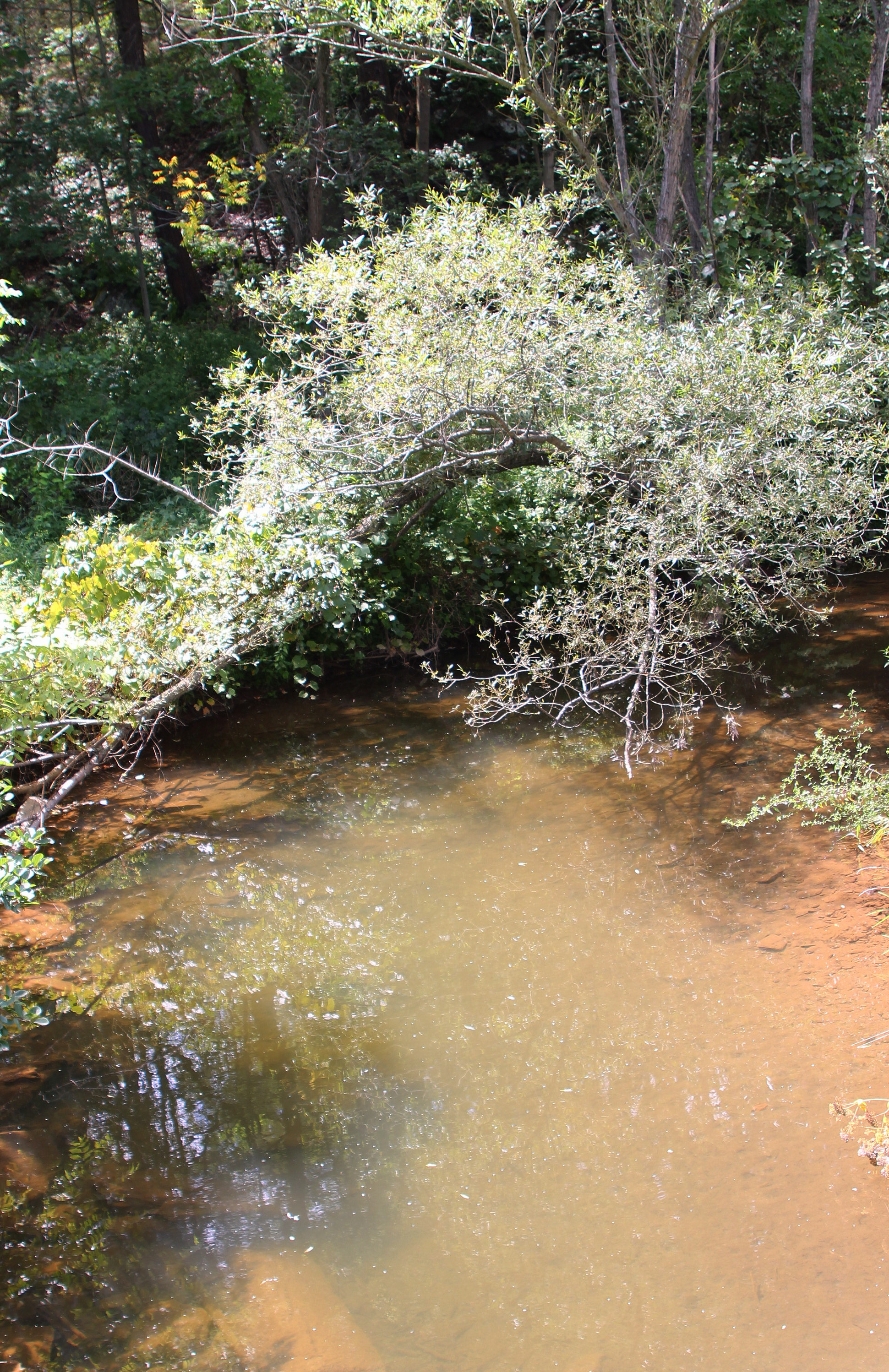
Bennys Run

Bennys Run entspringt einem Tümpel in der Shamokin Township. Er fließt einige hundert Meter nach Nordosten, bevor er in einer ostnordöstlichen Richtung durch ein Tal verläuft Auf den nächsten Kilometern empfängt Bennys Run vier unbenannte Wasserläufe von links und einen solchen von rechts. Dann folgt er einer nordnordöstlichen Richtung, bevor er von der Pennsylvania Route 61 überquert wird und seine Mündung in den Shamokin Creek erreicht, 29,29 km oberhalb von dessen Mündung.

## Hydrologie
Bennys Run ist nicht als beeinträchtigter Wasserlauf eingestuft. Das Pennsylvania Department of Transportation erhielt einst eine NPDES-Erlaubnis nach dem Clean Water Act, während Bauarbeiten Regenwasser in den Bach einzuleiten. Allerdings erhielt 2005 und 2006, das Pennsylvania Department of Environmental Protection Beschwerden darüber, dass unbehandeltes Abwasser in den Bach geleitet wurde. Die Menge dieses Abwassers wurde auf 45 m3 pro Tag geschätzt.
Bennys Run hat eine verhältnismäßig hohe Wasserqualität. Er unterliegt nicht den Einflüssen des Bergbaus.

## Geographie
Bennys Run ist ein kleiner und flacher Wasserlauf im Irish Valley. Dieses Tal verläuft an der Nordseite des Little Mountain, und der Bach folgt deswegen generell einer östlichen Richtung.
Die Mündungshöhe von Bennys Run ist 178 m. Die Quellhöhe des Baches liegt entsprechend der Höhenlinien der topographischen Karten des United States Geological Survey zwischen 840 und 860 Fuß (256–262 m) über dem Meeresspiegel.
Das Einzugsgebiet von Bennys Run umfasst eine Fläche von 15,9 km2. Es grenzt an verschiedene andere Einzugsgebiete, darunter das des Little Shamokin Creek, des Lick Run und des unteren Shamokin Creek.
Einen Teil seines Laufes wird Bennys Run begleitet von der Irish Valley Road. Das Land beiderseits des Gewässers ist ländlich geprägt.

## Geschichte
Bennys Run wurde am 2. August 1979 unter der Identifikationsnummer 1169259 für das Geographic Names Information System erfasst. Benannt ist das Gewässer nach „Benny“, einem Mann, der an dem Gewässer lebte. Außer der Schreibvariante Benny’s Run ist der Bach zwar auch als Buddys Run bekannt, wie er auf einer Landkarte des United States Geological Survey von 1952 benannt ist. Doch sagten 1969 mehrere Ortsansässige, die mehr als 50 Jahre hier lebten, sie hätten nie davon gehört, dass jemand den Bach als Buddys Run bezeichnete.
Eine T-Träger-Brücke führt seit 1947 die Pennsylvania Route 61 über Bennys Run. Das 15 m lange Bauwerk liegt anderthalb Kilometer nördlich von Weigh Scales. 1967 wurde 1,5 km westlich von Weigh Scales eine vorgespannte Hohlkastenbrücke gebaut. Diese hat eine Länge von 11,3 m und überführt die State Route 4026, ebenso wie der 1996 gebaute Kastendurchlass 5 km westlich von Weigh Scales mit einer Länge von 8,2 m.

## Biologie
Das Einzugsgebiet des Bennys Run ist per Gesetz als Kaltwasserfischgewässer und als Wanderfischgewässer ausgewiesen.